# Dama i dwóch panów

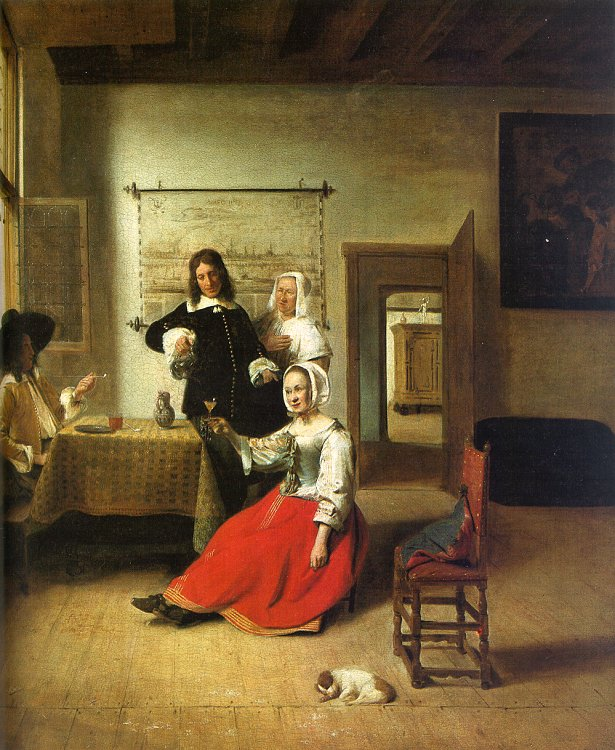
Pieter de Hooch, Pijąca kobieta z żołnierzami, 1658, Luwr

Dama i dwóch panów albo Dziewczyna z kieliszkiem wina (niderl. Dame en twee heren) – obraz Jana Vermeera datowany na lata 1658–1662. Sygnowany jest z lewej strony, na oknie. Płótno jest źle zachowane.
Obraz pojawia się w spisie kolekcji Jacobusa Dissiusa, która została sprzedana 16 maja 1696 w Amsterdamie. W zachowanym spisie tych dzieł płótno zostało opisane jako wesołe towarzystwo w komnacie. Obecnie znajduje się w Herzog Anton Ulrich-Museum w Brunszwiku.

## Scena we wnętrzu
Obraz przedstawia scenę, w której mężczyzna częstuje kobietę winem (lub innym napojem), by w ten sposób ją uwieść. Pochyla się w stronę dziewczyny i patrząc na nią, podaje jej kieliszek. Ona z kolei spogląda z uśmiechem w stronę widza. Mężczyzna uważany jest za pośrednika między kobietą a drugim mężczyzną, który siedzi za stołem.
Stół przykryty jest niebieskim obrusem i leży na nim biała serweta, taca z owocami (cytrynami lub pomarańczami) i biała karafka. Karafka ta jest elementem, który pojawia się kilkakrotnie na płótnach Vermeera (Pijana dziewczyna śpiąca przy stole, Lekcja muzyki, Kielich wina). Być może napój, którym częstowana jest dziewczyna, nie jest winem, ale poculum amatorium, które według XVII-wiecznej literatury medycznej mogło rozbudzić miłość bądź wywołać melancholię, którą widać u mężczyzny siedzącego za stołem.
Scena rozgrywa się pod nieobecność mężą, który przedstawiony jest na portrecie, zawieszonym na ścianie. Nie przypadkowo jego wzrok skierowany jest właśnie na żonę.
Z lewej strony znajduje się uchylone okno, wypełnione witrażem, zawierającym przesłanie moralne. Jest na nim przedstawienie czworoliścia z herbem Jannetje Vogel (zm. w latach 20. XVII wieku), pierwszej żony Mosesa Jans van Nederveen. Małżeństwo to mieszkało w domu Vermeerów lub było ich sąsiadami. Herbowi towarzyszy symboliczne przedstawienie – personifikacja Temperantii (umiarkowania), zaczerpnięta ze zbioru emblemów Nucleus Emblematum Gabriela Rollenhagena (1611). Temperantia, jedna z czterech cnót kardynalnych, przedstawiona jest z uzdą (w celu hamowania namiętności) i ekierką (aby działać sprawiedliwie). Przedstawienie to jest więc rodzajem przestrogi, która odnosi się do rozgrywającej się sceny.

## Dama i dwóch panówa inne dzieła
Obraz ten należy do grupy dzieł Vermeera, które powstały pod koniec lat 50. XVII wieku, a więc na początku dojrzałego okresu jego twórczości. Umieszczenie postaci w kącie pomieszczenia, z którego lewej strony znajduje się okno, będące źródłem światła, jest zabiegiem często stosowanym przez malarza. Taką kompozycję Vermeer zaczerpnął od Pietera de Hoocha. Szczególne podobieństwo widać między Damą i dwoma panami Vermeera a Pijącą kobietą z żołnierzami de Hoocha.
Tematyka obrazu jest bardzo zbliżona do Kielicha wina, jednak przedstawiona sytuacja jest nieco inna. Na tamtym obrazie, zamiast dwóch, przedstawiony jest jeden mężczyzna, a kobieta została uchwycona w momencie, gdy kieliszek przyłożyła już do ust. Co więcej, obie sceny rozgrywają się w tym samym wnętrzu. Jest tam zatem ten sam witraż, który ze względu na taką samą tematykę obu płócien, ma identyczną wymowę moralną.